# Спринг Парк (Минесота)
Спринг Парк (енгл. Spring Park) град је у америчкој савезној држави Минесота.

## Демографија
По попису из 2010. године број становника је 1.669, што је 48 (-2,8%) становника мање него 2000. године.
| Група             | 2000.         | 2010.         |
| Белци             | 1.646 (95,9%) | 1.551 (92,9%) |
| Афроамериканци    | 24 (1,4%)     | 33 (2,0%)     |
| Азијати           | 12 (0,7%)     | 44 (2,6%)     |
| Хиспаноамериканци | 14 (0,8%)     | 24 (1,4%)     |
| Укупно            | 1.717         | 1.669         |